# Hélder Barbosa
Hélder Jorge Leal Rodrigues Barbosa (Paredes, 25 de Maio de 1987) é um futebolista português que actua no UD Almería por empréstimo do SC Braga, actuando com extremo.

## História
Alinhando normalmente na equipa B do FC Porto, passou a meio da época de 2005/06 a fazer parte do plantel principal às ordens do técnico Co Adriaanse. 
É um esquerdino que actua normalmente junto à faixa primando pela rapidez e excelente toque de bola.
Efectuou o seu jogo oficial de estreia pela equipa principal do FC Porto em 6 de Maio de 2006 contra o Boavista FC onde acabou por ser expulso pelo árbitro Pedro Henriques por acumulação de amarelos.
Na época passada foi emprestado a Académica,onde participou em poucos jogos oficiais, devido a uma grave lesão em Novembro de 2006,que o afastou dos relvados durante o resto da temporada.
Já recuperado para esta temporada, a Académica voltou a requisitar o jogador ao Porto novamente por empréstimo. O Porto acedeu, apesar de terem sido vários os interessados nos seus serviços,como por exemplo Nacional da Madeira e Panathinaikos.
Em Janeiro de 2008,(em que vivia um grande momento de forma) Hélder Barbosa é o resultado da primeira incursão do FC Porto no mercado de inverno, regressando assim à sua "casa" mais maduro.
Em Julho de 2008 mudou-se para o Clube Desportivo Trofense, por empréstimo do Futebol Clube do Porto, durante uma época. No início da época seguinte foi novamente emprestado, desta vez, ao Vitória de Setúbal.

### SC Braga
A 2 Julho 2010, depois de terminar o vínculo que o unia ao FC Porto, assinou um contrato por 3 anos com o SC Braga. De pouco utilizado no início, viria a ganhar preponderância na equipa (após a saída de Matheus) que viria a terminar o campeonato no 4º lugar. As boas exibições levaram-no à equipa principal da Selecção Portuguesa de Futebol.
Devido às perspectivas de pouca utilização para a época 2013-14, aceitou jogar por empréstimo no UD Almería, não sem antes prolongar o seu vínculo ao SC Braga por mais 2 anos (até 2016).

### Selecção Nacional
Representou a selecção nacional nas suas várias camadas por diversas vezes (num total de 77 partidas), tendo sido convocado na primeira convocatória do escalão sub-23, em Outubro de 2009.
A 14 de Novembro de 2012 fez a sua estreia pela equipa principal da Selecção Portuguesa de Futebol num particular com o Gabão.

## Titulos

### FC Porto
- Primeira Liga de 2005–06
- Primeira Liga de 2007–08

### SC Braga
- Taça da Liga de 2012–13